# Hawise de Normandía
Hawise de Normandía (fallecida el 21 de febrero de 1034), condesa de Rennes, duquesa de Bretaña y regente de su hijo, Alano III de Bretaña. Fue reina consorte de Inglaterra por dos veces, primero como esposa de Etelredo II el Indeciso (985-1002) y después como esposa de Canuto II de Dinamarca.

## Vida
Hawise era hija de Ricardo I de Normandía y de Gunnora de Crepon. Fue hermana de Ricardo II de Normandía y de Roberto el Danés, arzobispo de Ruan y conde de Évreux.
Hawise y sus dos hermanas formaron importantes alianzas dinásticas. Emma de Normandía fue reina consorte de Inglaterra por dos veces, primero como esposa de Etelredo II el Indeciso y después como esposa de Canuto II de Dinamarca. Maud de Normandía se casó con Odón II de Blois; y Hawise formó parte de una importante doble alianza dinástica, en el año 996 se casó con Godofredo I de Bretaña, duque de Bretaña, mientras que su hermano Ricardo II de Normandía se casó con la hermana de Godofredo, Judith de Bretaña. Esta doble alianza entre Normandía y Bretaña, probablemente para salvaguardar ambas dinastías, fue muy efectiva. En el año 1008, cuando Godofredo falleció, dejó dos hijos jóvenes, Alano III y Eudo, Ricardo quiso protegerlos y jugó un papel muy importante en el gobierno de Bretaña durante su minoría de edad.
Hawise actuó como regente de Bretaña durante la minoría de edad de su hijo Alano. En el año 1010, su regencia y el reinado de su joven hijo Alano se vio seriamente desafiado por la revuelta campesina que se había extendido desde Normandía hasta Bretaña. Alano, alentado por su madre, sofocó la rebelión junto con sus nobles. Hawise falleció el 21 de febrero de 1034.

## Familia
Ella y su marido Godofredo tuvieron cuatro niños:
- Alano III de Bretaña (997-1040).[6]
- Evenus (c. 998- después de 1037).[6]
- Odón, conde de Penthièvre.[6]
- Adela, abadesa de St. Georges.[5]